# ستيفان أوروس الخامس
القديس ستيفان أوروس الخامس (بالصربية: Свети Стефан Урош V)‏ (1336  –  2/4 ديسمبر 1371)، ويُعرف تاريخيا باسم أوروس الضعيف (بالصربية: Урош Нејаки)، كان الإمبراطور الثاني (القيصر) للإمبراطورية الصربية (1355-1371)، وقبل ذلك كان ملكا صربيا ومُشاركا في الحُكم (منذ 1346) مع والده الإمبراطور ستيفان دوسان.